# Gurupi (gemeente)
Gurupi is een gemeente in de Braziliaanse deelstaat Tocantins. De gemeente telt 85.523 inwoners (schatting 2017).

## Aangrenzende gemeenten
De gemeente grenst aan Aliança do Tocantins, Cariri do Tocantins, Dueré, Figueirópolis, Peixe en Sucupira.